# ماريا ميركادير
ماريا ميركادير هي ممثلة إسبانية وإيطالية، ولدت في 6 مارس 1918 ببرشلونة في إسبانيا، وتوفيت في 26 يناير 2011 بروما في إيطاليا.

## وصلات خارجية
- ماريا ميركادير على موقع IMDb (الإنجليزية)
- ماريا ميركادير على موقع ألو سيني (الفرنسية)
- ماريا ميركادير على موقع تيرنر كلاسيك موفيز (الإنجليزية)
- ماريا ميركادير على موقع أول موفي (الإنجليزية)
- ماريا ميركادير على موقع قاعدة بيانات الأفلام السويدية (السويدية)
- ماريا ميركادير على موقع قاعدة بيانات الفيلم (الإنجليزية)
- ماريا ميركادير على موقع كينوبويسك (الروسية)